# Oussama Haddadi
Oussama Haddadi (Arabisch: اسامة الحدادي; Tunis, 28 januari 1992) is een Tunesisch voetballer die doorgaans speelt als linksback. In juli 2024 verruilde hij Greuther Fürth voor Dibba Al-Hisn. Haddadi maakte in 2015 zijn debuut in het Tunesisch voetbalelftal.

## Clubcarrière
Haddadi speelde bij de jeugdopleiding van Club Africain en maakte ook bij die club zijn debuut. In het seizoen 2010/11 maakte de vleugelverdediger voor het eerst zijn optreden in het eerste elftal van Club Africain. Uiteindelijk kwam hij tot tweeënnegentig competitiewedstrijden en het seizoen 2014/15 leverde een landskampioenschap op. Haddadi maakte in januari 2017 de overstap naar Dijon, waar hij zijn handtekening zette onder een verbintenis voor de duur van tweeënhalf jaar. Zijn debuut in de Ligue 1 maakte de Tunesiër op 11 februari 2017, toen in eigen huis met 2–0 gewonnen werd van Caen door treffers van Mehdi Abeid en Loïs Diony. Haddadi begon als reservespeler aan de wedstrijd en van coach Olivier Dall'Oglio mocht hij twaalf minuten voor tijd invallen voor Fouad Chafik.
Haddadi verkaste in de zomer van 2019 transfervrij naar Al-Ettifaq. In Saoedi-Arabië tekende de vleugelverdediger voor vier seizoenen. In januari 2020 werd de vleugelverdediger voor anderhalf jaar gehuurd door Kasımpaşa. Na deze verhuurperiode bleef Haddadi in Turkije spelen, omdat Yeni Malatyaspor hem aantrok. Medio 2022 verkaste hij naar Greuther Fürth. Na twee seizoenen in Duitsland nam Dibba Al-Hisn de verdediger over.

## Clubstatistieken
| Seizoen | Club             | Competitie     | Competitie | Competitie | Beker | Beker | Internationaal | Internationaal | Totaal | Totaal |
| Seizoen | Club             | Competitie     | Wed.       | Dlp.       | Wed.  | Dlp.  | Wed.           | Dlp.           | Wed.   | Dlp.   |
| ------- | ---------------- | -------------- | ---------- | ---------- | ----- | ----- | -------------- | -------------- | ------ | ------ |
| 2010/11 | Club Africain    | Ligue 1        | 2          | 0          | 0     | 0     | —              | —              | 2      | 0      |
| 2011/12 | Club Africain    | Ligue 1        | 17         | 1          | 0     | 0     | —              | —              | 17     | 1      |
| 2012/13 | Club Africain    | Ligue 1        | 19         | 0          | 0     | 0     | —              | —              | 19     | 0      |
| 2013/14 | Club Africain    | Ligue 1        | 14         | 0          | 2     | 0     | —              | —              | 16     | 0      |
| 2014/15 | Club Africain    | Ligue 1        | 14         | 0          | 0     | 0     | —              | —              | 14     | 0      |
| 2015/16 | Club Africain    | Ligue 1        | 14         | 1          | 4     | 0     | 2              | 0              | 20     | 1      |
| 2016/17 | Club Africain    | Ligue 1        | 12         | 0          | 2     | 0     | —              | —              | 14     | 0      |
| 2016/17 | Dijon            | Ligue 1        | 13         | 0          | 0     | 0     | —              | —              | 13     | 0      |
| 2017/18 | Dijon            | Ligue 1        | 33         | 1          | 1     | 0     | —              | —              | 34     | 1      |
| 2018/19 | Dijon            | Ligue 1        | 32         | 2          | 7     | 0     | —              | —              | 39     | 2      |
| 2019/20 | Al-Ettifaq       | Saudi League   | 14         | 0          | 4     | 0     | —              | —              | 18     | 0      |
| 2019/20 | → Kasımpaşa      | Süper Lig      | 16         | 0          | 0     | 0     | —              | —              | 16     | 0      |
| 2020/21 | → Kasımpaşa      | Süper Lig      | 35         | 0          | 2     | 0     | —              | —              | 37     | 0      |
| 2021/22 | Yeni Malatyaspor | Süper Lig      | 26         | 0          | 2     | 0     | —              | —              | 28     | 0      |
| 2022/23 | Greuther Fürth   | 2. Bundesliga  | 31         | 0          | 1     | 0     | —              | —              | 32     | 0      |
| 2023/24 | Greuther Fürth   | 2. Bundesliga  | 28         | 0          | 1     | 0     | —              | —              | 29     | 0      |
| 2024/25 | Dibba Al-Hisn    | UAE Pro League | 0          | 0          | 0     | 0     | —              | —              | 0      | 0      |
| Totaal  | Totaal           | Totaal         | 320        | 5          | 26    | 0     | 2              | 0              | 348    | 5      |

Bijgewerkt op 21 juli 2024.

## Interlandcarrière
Haddadi maakte zijn debuut in het Tunesisch voetbalelftal op 31 maart 2016, toen met 1–1 gelijkgespeeld werd tegen China. Mohamed Manser opende namens Tunesië de score en de gelijkmaker kwam van Dabao Yu. Haddadi mocht van bondscoach Henryk Kasperczak in de basis beginnen en hij speelde de gehele wedstrijd mee. Tevens was hij verantwoordelijk voor de assist bij de treffer van Manser. Haddadi werd in juni 2018 door bondscoach Nabil Maâloul opgenomen in de selectie van Tunesië voor het wereldkampioenschap in Rusland. Op dit toernooi werd Tunesië uitgeschakeld in de groepsfase na nederlagen tegen België en Engeland. Van Panama werd wel gewonnen. Dit was de enige wedstrijd van Haddadi op het toernooi. Zijn toenmalige teamgenoot Naïm Sliti (eveneens Tunesië) was ook op het WK actief.
| Interlands van Oussama Haddadi voor Tunesië | Interlands van Oussama Haddadi voor Tunesië | Interlands van Oussama Haddadi voor Tunesië | Interlands van Oussama Haddadi voor Tunesië | Interlands van Oussama Haddadi voor Tunesië | Interlands van Oussama Haddadi voor Tunesië | Interlands van Oussama Haddadi voor Tunesië |
| №                                           | Datum                                       | Wedstrijd                                   | Uitslag                                     | Competitie                                  | Goals                                       |                                             |
| Als speler bij Club Africain                | Als speler bij Club Africain                | Als speler bij Club Africain                | Als speler bij Club Africain                | Als speler bij Club Africain                | Als speler bij Club Africain                | Als speler bij Club Africain                |
| ------------------------------------------- | ------------------------------------------- | ------------------------------------------- | ------------------------------------------- | ------------------------------------------- | ------------------------------------------- | ------------------------------------------- |
| 1                                           | 31 maart 2015                               | China – Tunesië                             | 1 – 1                                       | Vriendschappelijk                           |                                             |                                             |
| 2                                           | 3 juni 2016                                 | Djibouti – Tunesië                          | 0 – 3                                       | AK 2017 kwalificatie                        |                                             |                                             |
| Als speler bij Dijon                        |                                             |                                             |                                             |                                             |                                             |                                             |
| 3                                           | 28 maart 2017                               | Marokko – Tunesië                           | 1 – 0                                       | Vriendschappelijk                           |                                             |                                             |
| 4                                           | 11 november 2017                            | Tunesië – Libië                             | 0 – 0                                       | WK 2018 kwalificatie                        |                                             |                                             |
| 5                                           | 23 maart 2018                               | Tunesië – Iran                              | 1 – 0                                       | Vriendschappelijk                           |                                             |                                             |
| 6                                           | 27 maart 2018                               | Tunesië – Costa Rica                        | 1 – 0                                       | Vriendschappelijk                           |                                             |                                             |
| 7                                           | 28 mei 2018                                 | Portugal – Tunesië                          | 2 – 2                                       | Vriendschappelijk                           |                                             |                                             |
| 8                                           | 1 juni 2018                                 | Turkije – Tunesië                           | 2 – 2                                       | Vriendschappelijk                           |                                             |                                             |
| 9                                           | 9 juni 2018                                 | Spanje – Tunesië                            | 1 – 0                                       | Vriendschappelijk                           |                                             |                                             |
| 10                                          | 28 juni 2018                                | Panama – Tunesië                            | 1 – 2                                       | WK 2018                                     |                                             |                                             |
| 11                                          | 13 oktober 2018                             | Tunesië – Niger                             | 1 – 0                                       | AK 2019 kwalificatie                        |                                             |                                             |
| 12                                          | 16 oktober 2018                             | Niger – Tunesië                             | 1 – 2                                       | AK 2019 kwalificatie                        |                                             |                                             |
| 13                                          | 16 november 2018                            | Egypte – Tunesië                            | 3 – 2                                       | AK 2019 kwalificatie                        |                                             |                                             |
| 14                                          | 20 november 2018                            | Tunesië – Marokko                           | 0 – 1                                       | Vriendschappelijk                           |                                             |                                             |
| 15                                          | 26 maart 2019                               | Algerije – Tunesië                          | 1 – 0                                       | Vriendschappelijk                           |                                             |                                             |
| 16                                          | 11 juni 2019                                | Kroatië – Tunesië                           | 1 – 2                                       | Vriendschappelijk                           |                                             |                                             |
| 17                                          | 24 juni 2019                                | Tunesië – Angola                            | 1 – 1                                       | AK 2019                                     |                                             |                                             |
| 18                                          | 28 juni 2019                                | Tunesië – Mali                              | 1 – 1                                       | AK 2019                                     |                                             |                                             |
| Als speler bij Al-Ettifaq                   |                                             |                                             |                                             |                                             |                                             |                                             |
| 19                                          | 2 juli 2019                                 | Mauritanië – Tunesië                        | 1 – 1                                       | AK 2019                                     |                                             |                                             |
| 20                                          | 8 juli 2019                                 | Ghana – Tunesië                             | 1 – 1 (5 – 6 n.s.)                          | AK 2019                                     |                                             |                                             |
| 21                                          | 11 juli 2019                                | Madagaskar – Tunesië                        | 0 – 3                                       | AK 2019                                     |                                             |                                             |
| 22                                          | 14 juli 2019                                | Senegal – Tunesië                           | 0 – 0 (1 – 0 n.v.)                          | AK 2019                                     |                                             |                                             |
| 23                                          | 17 juli 2019                                | Tunesië – Nigeria                           | 0 – 1                                       | AK 2019                                     |                                             |                                             |
| 24                                          | 6 september 2019                            | Tunesië – Mauritanië                        | 1 – 0                                       | Vriendschappelijk                           |                                             |                                             |
| Als speler bij Kasımpaşa                    |                                             |                                             |                                             |                                             |                                             |                                             |
| 25                                          | 13 oktober 2020                             | Nigeria – Tunesië                           | 1 – 1                                       | Vriendschappelijk                           |                                             |                                             |
| 26                                          | 25 maart 2021                               | Libië – Tunesië                             | 2 – 5                                       | AK 2021 kwalificatie                        |                                             |                                             |
| 27                                          | 11 juni 2021                                | Tunesië – Algerije                          | 0 – 2                                       | Vriendschappelijk                           |                                             |                                             |
| Als speler bij Yeni Malatyaspor             |                                             |                                             |                                             |                                             |                                             |                                             |
| 28                                          | 23 januari 2022                             | Nigeria – Tunesië                           | 0 – 1                                       | AK 2021                                     |                                             |                                             |
| 29                                          | 29 januari 2022                             | Burkina Faso – Tunesië                      | 1 – 0                                       | AK 2021                                     |                                             |                                             |
| 30                                          | 17 oktober 2023                             | Japan – Tunesië                             | 2 – 0                                       | Vriendschappelijk                           |                                             |                                             |
| 31                                          | 23 maart 2024                               | Tunesië – Kroatië                           | 0 – 0                                       | Vriendschappelijk                           |                                             |                                             |
| 32                                          | 26 maart 2024                               | Nieuw-Zeeland – Tunesië                     | 0 – 0                                       | Vriendschappelijk                           |                                             |                                             |

Bijgewerkt op 21 juli 2024.

## Erelijst
| Ligue 1 | 1 | 2014/15 |